# Pinsa

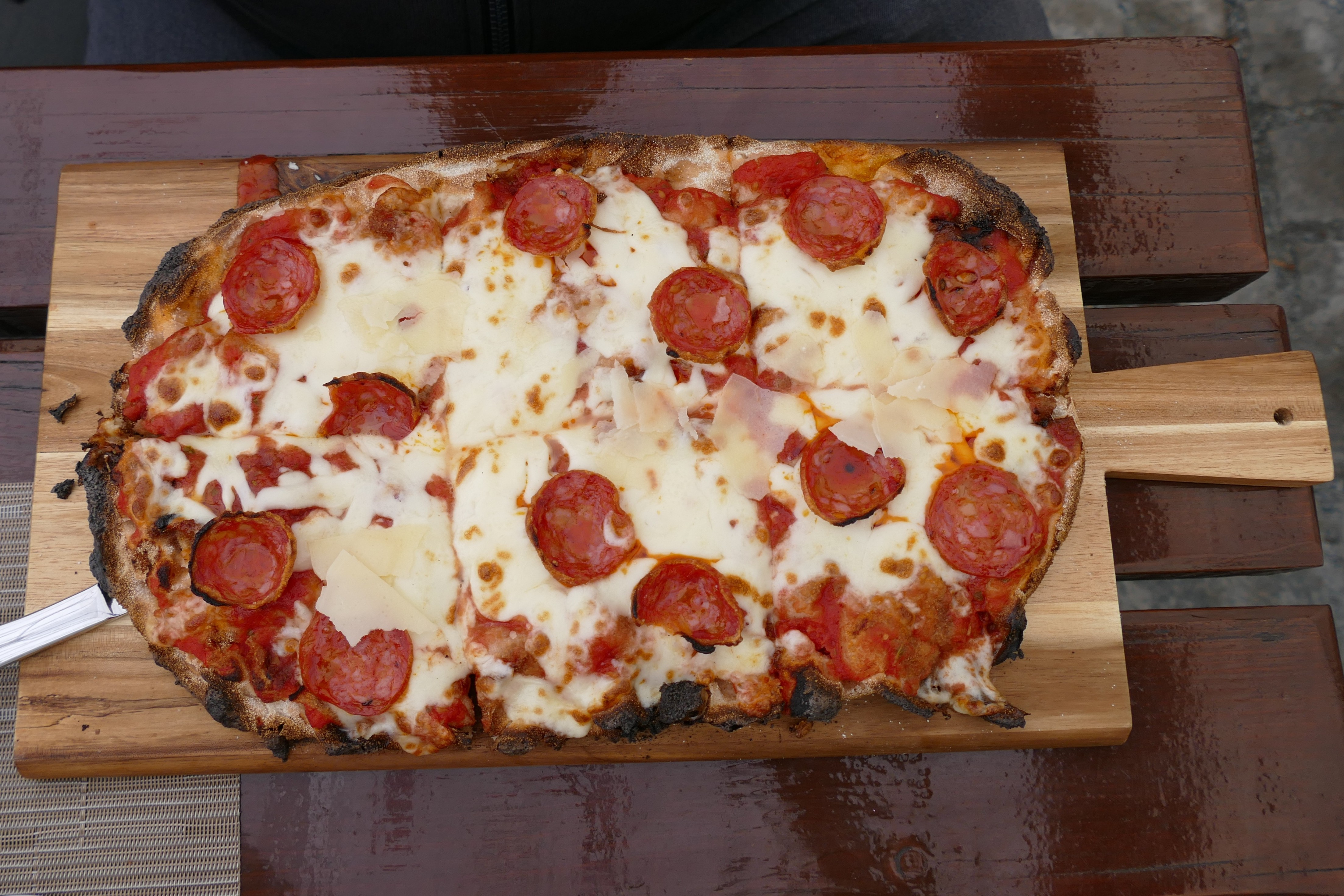
Pinsa mit scharfer Salami und Mozzarellakäse

Pinsa, auch Pinsa romana genannt, ist eine Art Brot, das nach dem Backen belegt wird.

## Geschichte
Die Pinsa geht auf eine Idee des italienischen Unternehmers Corrado Di Marco zurück, der 2001 den Markennamen Pinsa romana registrieren ließ. Bereits 1981 hat das von Di Marco geführte Unternehmen mit Sitz in Guidonia Montecelio nordöstlich von Rom den Teig vom Blech, der später als Pinsa bezeichnet wurde, erstmals in seine Produktpalette aufgenommen. Als Marketingstrategie wurde, wie Di Marco später zugab, ein nicht vorhandener historischer Bezug der Pinsa zum Alten Rom in Umlauf gebracht, um das Produkt besser zu verkaufen.
Dabei wurde mit dem Namen Pinsa eine Verbindung auf das Lateinische pinsere (deutsch zerdrücken oder zerquetschen) hergestellt. Zudem war bei der Namensentwicklung eine Ähnlichkeit mit den Begriffen Pizza und Pita erwünscht. Mit dem Erfolg des Produktes wurde auch die erfundene römische Vergangenheit der Pinsa ungeprüft von den Medien übernommen und verbreitet.

## Charakteristika
Der Teig besteht aus verschiedenen Mehlarten (Weizen, Soja und Reis), Sauerteig und Hefe sowie Salz, gegebenenfalls Öl und kaltem Wasser. Der Teig ist vor dem Backen reich an Hohlräumen, was ihn außen leicht und knusprig und innen weich werden lässt. Der Sauerteig soll für Bekömmlichkeit sorgen.
Die Pinsa wird meist ohne Belag gebacken und erst danach belegt. Sie wird oft ohne Tomatensauce, aber meist mit Zutaten wie Tomaten, Salami, Käse oder Gemüse belegt. Die abgepackten Pinsa-Fladen können als Halbfertigprodukte gekauft werden und müssen nur noch fertiggestellt werden.